# Zbigniew Brzezinski
Zbigniew Kazimierz Brzezinski (/ˈzbɪɡniɛv brəˈʒɪnski/ ZBIG-niev brə-ZHIN-skee; tiếng Ba Lan: Zbigniew Kazimierz Brzeziński [ˈzbʲiɡɲɛf kaˈʑimʲɛʂ bʐɛˈʑiɲskʲi]; 28 tháng 3 năm 1928 – 26 tháng 5 năm 2017) là một nhà khoa học chính trị, chiến lược gia địa chính trị, một chính khách người Mỹ gốc Ba Lan. Ông đã cố vấn cho tổng thống Lyndon B. Johnson 1966 – 1968 và giữ chức Cố vấn An ninh Quốc gia Hoa Kỳ cho tổng thống Jimmy Carter 1977 – 1981. Brzezinski thuộc trường phái lý thuyết gia chủ nghĩa hiện thực trong ngành quan hệ quốc tế, về địa chính trị theo truyền thống Halford Mackinder và Nicholas J. Spykman.
Những biến cố lớn về chính sách chính trị trong nhiệm kỳ của ông ta bao gồm việc bình thường hóa quan hệ ngoại giao giữa Trung Quốc và Hoa Kỳ, những thảo luận đưa tới hiệp ước giảm vũ khí chiến thuật (SALT II); môi giới hòa ước Camp David giữa Ai Cập và Do Thái (1978); sự chuyển biến của Ba Tư từ một nước thân hữu quan trọng của Hoa Kỳ sang một cộng hòa hồi giáo chống phương Tây; khuyến khích những nhà bất đồng chính kiến ở Đông Âu và nhấn mạnh nhân quyền để làm hao mòn ảnh hưởng Liên Xô; việc tiếp tế tài chính cho mujahideen ở Afghanistan để trả lời cho việc Liên Xô thiết lập lực lượng ở đó và trạng bị vũ khí cho lực lượng nổi dậy chốn glaji cuộc xâm lăng của Liên Xô; và việc ký hiệp ước Torrijos – Carter Treaties từ bỏ kiểm soát của Hoa Kỳ đối với Kênh đào Panama sau 1999.
Brzezinski hiện là giáo sư Robert E. Osgood về chính sách đối ngoại của Hoa Kỳ tại trường nghiên cứu quốc tế cao cấp thuộc Johns Hopkins University, học giả tại Center for Strategic and International Studies, và thành viên nhiều hội đồng và ủy ban. Ông ta xuất hiện thường xuyên như là một chuyên viên trên chương trình PBS The NewsHour with Jim Lehrer, ABC News' This Week with Christiane Amanpour, và trên MSNBC Morning Joe, nơi con gái ông, Mika Brzezinski, một hướng dẫn viên chương trình tin tức. Trong những năm gần đây, ông cũng là một trong những người ủng hộ Tuyên ngôn Praha. Con trai ông, Mark Brzezinski, là một nhà ngoại giao Hoa Kỳ và hiện là đại sứ Hoa Kỳ tại Thụy Điển từ 2011.